# Паранский арара
Паранский арара (Arára Bravos, Pará Arára, Parirí) — карибский язык, на котором говорит народ арара, проживающий в деревнях Качоэйра-Сека и Ларанжаль штата Пара в Бразилии, и с некоторыми группами которого до сих пор отсутствует связь. Подгруппами арара являются апиака и миранья (апинги), арара-бравос, арара-парири или арара-мансос и ярума. Подгруппа арара-бравос является исключением, от которой происходят настоящий паранский народ арара, все остальные подгруппы вымерли. Некоторые подростки имеют хорошую квалификацию в португальском языке. Несколько детей школьного возраста учатся писать на арара, но все хорошо пишут и читают на португальском языке.